# Las Gamas
Las Gamas ist eine Ortschaft im Departamento Santa Cruz im Tiefland des südamerikanischen Anden-Staates Bolivien.

## Lage im Nahraum
Las Gamas ist der zweitgrößte Ort des Kanton Clara Chuchio im Municipio Warnes in der Provinz Ignacio Warnes im westlichen Teil des Departamentos Santa Cruz. Die Ortschaft liegt dreizehn Kilometer nordöstlich des Flughafens von Santa Cruz, Viru Viru Internacional, auf einer Höhe von 344 m am Arroyo Los Sauces, der weiter nördlich in den Río Pailon fließt.

## Geographie
Las Gamas liegt im tropischen Feuchtklima vor dem Ostrand der Anden-Gebirgskette der Cordillera Oriental. Die Region war vor der Kolonisierung von Chiquitano-Trockenwäldern bedeckt, ist heute aber größtenteils Kulturland.
Die mittlere Durchschnittstemperatur der Region liegt bei knapp 24 °C (siehe Klimadiagramm Warnes), die Monatswerte schwanken zwischen 20 °C im Juni/Juli und 26 °C von November bis Februar. Der Jahresniederschlag beträgt etwa 1300 mm, die Monatsniederschläge sind ergiebig und liegen zwischen 35 mm im August und 200 mm im Januar.

## Verkehrsnetz
Las Gamas liegt 42 Straßenkilometer nordöstlich der Departamento-Hauptstadt Santa Cruz und 32 Kilometer südöstlich der Stadt Warnes.
Durch Warnes und Santa Cruz führt die 1657 Kilometer lange Nationalstraße Ruta 4, die das Land in West-Ost-Richtung durchquert, von Tambo Quemado an der chilenischen Grenze bis Puerto Suárez im Dreiländereck Brasilien-Bolivien-Paraguay. Die Straße führt von Westen kommend über Cochabamba, Villa Tunari und Montero nach Warnes und dann weiter über Santa Cruz und Roboré nach Puerto Suárez an der Grenze zum brasilianischen Corumbá.
Einundzwanzig Kilometer nördlich von Santa Cruz zweigt eine Landstraße von der Ruta 4 in östlicher Richtung ab und erreicht über die Ortschaft Clara Chuchio nach weiteren 21 Kilometern Las Gamas.

## Bevölkerung
Die Einwohnerzahl der Ortschaft ist in den vergangenen beiden Jahrzehnten um etwa ein Drittel angestiegen:
| Jahr | Einwohner | Quelle       |
| ---- | --------- | ------------ |
| 1992 | 541       | Volkszählung |
| 2001 | 860       | Volkszählung |
| 2012 | 728       | Volkszählung |
| 2024 |           | Volkszählung |

In der Region sind die Quechua die zahlenmäßig wichtigste indigene Volksgruppe, im Municipio Warnes sprechen 13,5 Prozent der Einwohner Quechua.